# Libanon (single)
Libanon is een single van de Nederlandse band Bots uit 1980. Het nummer werd geschreven door Hans Sanders, geproduceerd door Peter Koelewijn, en uitgegeven door Fontana. Op de B-kant stond het nummer Je voelt pas nattigheid als je droog komt te staan. In 1981 werd een Duitse versie uitgebracht getiteld Das weiche Wasser.

## Achtergrond
Het nummer is een cynisch lied over de VN-vredesmacht in Libanon in de jaren tachtig. Militairen werden slecht voorbereid uitgezonden en de politiek ging naïef en laks om met de risico's van een vredesmissie. Onder de betrokkenen heerste het idee dat de missie een 'schoolreisje' was.